# Przeciwdziedzina
Przeciwdziedzina – dwuznaczne pojęcie matematyczne:
- drugi czynnik iloczynu kartezjańskiego, na którym określono relację dwuargumentową, znany też jako dziedzina prawostronna[potrzebny przypis]. W szczególności dla funkcji {\displaystyle f:X\to Y} przeciwdziedziną nazywa się zbiór {\displaystyle Y}[1][2][3][4].

- podzbiór powyższego zbioru: zbiór tych elementów, które są w danej relacji[5]. W szczególności przeciwdziedzina funkcji to jej zbiór wartości[6][7][8], znany też jako jej obraz lub zapas[9].

Za pomocą pojęcia przeciwdziedziny definiuje się szczególne rodzaje relacji dwuczłonowych, w tym szczególne rodzaje funkcji:
- wśród relacji, których przeciwdziedzina pokrywa się z dziedziną ({\displaystyle Y=X}), wyróżnia się szczególne typy jak relacje zwrotne, symetryczne, przechodnie i inne. Jeśli relacja na zbiorze jest funkcją, to nazywa się ją działaniem jednoargumentowym lub endofunkcją[10];
- jeśli przeciwdziedzina funkcji jest podzbiorem zbioru liczb rzeczywistych, to taką funkcję nazywa się rzeczywistą;
- analogicznie definiuje się funkcje zespolone, wektorowe i kardynalne.